# Chris Wolff
Chris Wolff (nombre de nacimiento: Wolfgang Andreas Ebert; Chemnitz, Alemania, 2 de octubre de 1954) es un músico alemán, del género schlager. Saltó a la fama en los años 1980 con las canciones Palma de Mallorca y Am Strand von Maspalomas.

## Biografía
Inicios
Wolfgang Andreas Ebert nación en la ciudad alemana de Chemnitz, entonces denominada Karl-Marx-Städt, en 1952 y fue el menor de tres hermanos. En el instituto formó su propia banda musical, mientras estudiaba para ser técnico de televisión y radio. En 1982 consiguió entrar en Alemania Occidental y se estableció en la ciudad de Núremberg, donde conoció al productor musical Roland Häring. Dos años después abandonó su trabajo como técnico e inició su carrera musical, aunque su primer éxito no le llegaría hasta 1987, con la canción Palma de Mallorca, dedicada a la mayor ciudad de las Islas Baleares.
Éxitos
Entre 1987 y 1992 se adentró hasta cinco veces en el ranking Top 75 Charts de Alemania y hasta diez en el Hitparade de la ZDF. En el año 2004, con la canción Wenn die Sehnsucht brennt alcanzó el segundo puesto en las lista de éxitos germana. En 2009, coincidiendo con el 25.º aniversario del inicio de su carrera, lanzó el CD Augen zu und durch.
Compositor
Además de cantante, Chris Wolff es compositor. De las más de 200 canciones interpretadas por él a lo largo de su carrera, ha compuesto algunas de ellas bajo el pseudónimo de Erich Bleifuß, entre las que destacan Einfach fliegen, einfach frei sein o Wenn die Sehnsucht brennt.
Actuaciones
En sus más de 25 años en los escenarios, Wolff ha actuado en España (Mallorca y Gran Canaria), Suiza, Austria, Kenia, Brasil y, obviamente, en Alemania.

## Sencillos
- Palma de Mallorca
- Romantica
- Lady Sunshine
- Am Strand von Maspalomas
- Ay Ay Ay – Grüße aus Mexico
- Sterne zu verschenken
- Alles paletti
- Marina
- Dieser Sommer wird ne Party
- Vino Vino
- Brauner Insulaner
- Playa de Palma
- Hör mal zu

## Álbumes
- Für Dich (1985)
- Lieder wie Rosen  (1986)
- Rettungslos verliebt (1987)
- Komm lass uns träumen (1987)
- Liebe Küsse Sonnenschein (1988)
- Viva Amore (1989)
- Die großen Erfolge (1990)
- Alles Paletti (1991)
- Ich lieb dich sowieso (1992)
- 10 Jahre Chris Wolff (1994)
- Schlagersommer (1997)
- Happy Holiday (1997)
- Weihnachtszeit, schönste Zeit (2000)
- Klarer Fall von Liebe (2000)
- Wenn die Sehnsucht brennt (2004)
- Augen zu und durch (2009)